# 글로리아 벨
《글로리아 벨》(영어: Gloria Bell)은 2019년 개봉된 미국, 칠레의 코미디 드라마 영화이다. 세바스티안 렐리오가 감독과 공동각본을 맡았으며, 감독의 2013년 작인 《글로리아》를 리메이크한 작품이다.

## 출연

### 주연
- 줄리안 무어 - 글로리아 역
- 존 터투로 - 아놀드 역

### 조연
- 숀 애스틴 - 제레미 역
- 마이클 세라 - 피터 역
- 진 트리플혼 - 피오나 역
- 알라나 우바치 - 베로니카 역
- 홀랜드 테일러 - 힐러리 역
- 브래드 거렛 - 더스틴 역
- 카렌 피스토리우스 - 앤 역
- 산드라 로스코
- 타이슨 리터
- 바바라 수코바 - 멜린다 역

## 기타
- 세트: 다이애너 프리스
- 배역: 마리 베뉴
- 배역: 린지 그레이엄